# Bocklradweg (cyklostezka)

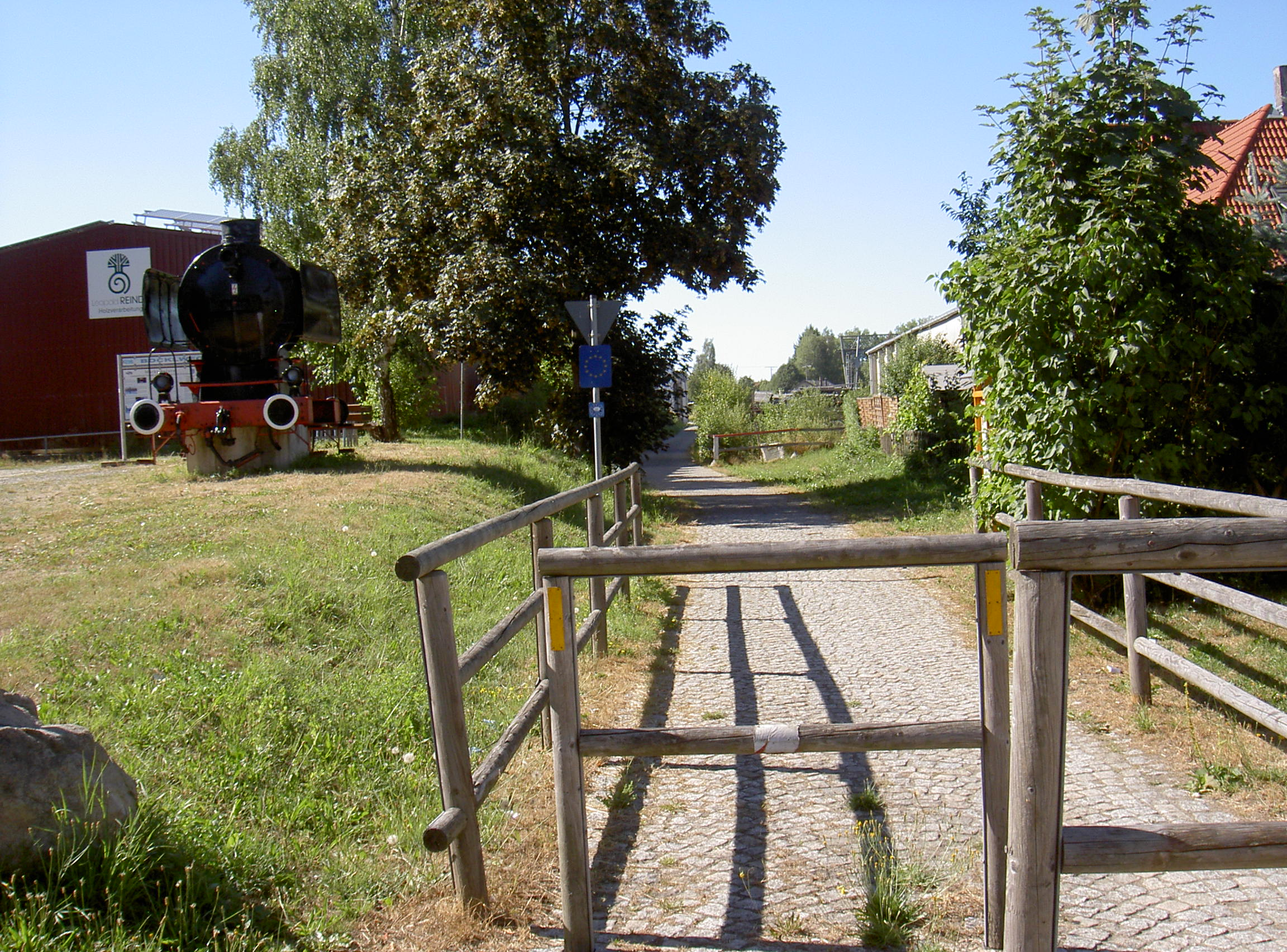
Bocklradweg v Eslarnu

Cyklostezka Bocklradweg je cyklostezka v Bavorsku, která vede v trase bývalé železniční tratě Neustadt (Waldnaab) – Eslarn. Tuto trať místní dříve nazývali „Eslarner Bockl“, díky tomuto označení cyklostezka dostala své jméno.
Tato cyklostezka vede Česko-bavorský geoparkem s geotopy a minerálními lokalitami, proto se někdy označuje i jako Geo cyklostezka (Georadweg). Cyklostezka je rovněž od konce roku 2008 rozšířením Panevropské cyklostezky z Prahy do Paříže.

## Poloha a průběh
Bocklradweg leží v Přírodním parku Hornofalcký les v zemském okresu Neustadt an der Waldnaab. Cyklostezka je dlouhá 50 km, vede z Neustadt an der Waldnaab směrem na jihovýchod až do Eslarnu. Na cyklostezce nejsou prudká stoupání, protože dříve by vlaky tažené parní lokomotivou větší stoupání nevyjely. Díky tomu je trasa vhodná i pro rekreační jezdce.
Z Eslarnu do Waidhausu je povrch šotolinový. Z Waidhausu do vesnice Lohma je povrch z velmi kvalitního asfaltu a je tedy v tomto místě vhodný i pro inline bruslení. Dále pokračuje šotolinový povrch až do Vohenstraussu a zbytek cesty je opět z velmi kvalitního asfaltu.

## Historie
Železniční provoz na trati Neustadt (Waldnaab) – Eslarn byl k 1. prosinci 1995 definitivně ukončen. Rok po ukončení provozu začal zemský okres Neustadt an der Waldnaab ve spolupráci se sousedními komunitami a EU stavět první část cyklostezky mezi městy Eslarn a Vohenstrauss. Tento 24 km dlouhý úsek byl dokončen v roce 1999. Další 8 km úsek mezi městam Neustadt an der Waldnaab a obcí Floss byl otevřen v roce 2003. V roce 2004 následoval 9 kilometrů dlouhý úsek mezi Floss a Albersrieth. Poslední úsek mezi Albersrieth a Vohenstrauss byl otevřen 30. června 2005. Celková cena za vybudování této cyklostezky byla 2,2 milionů eur.

## Cyklobus
Z Weidenu jezdí od 1. května do 31. října cyklobus až do Eslarnu. Cyklobus jezdí o víkendech a ve státních svátcích. V průběhu letních prázdnin jezdí každý den.